# Ю Се

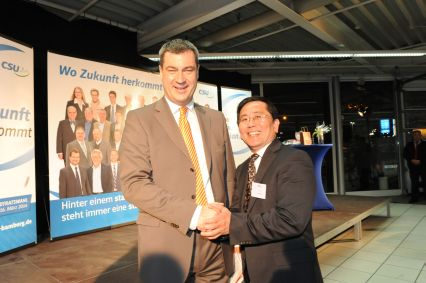
You Xie mit Markus Söder 2014

Ю Се (謝盛友) (родился 1 октября 1958 года на Хайнане, Китай) — немецкий политик, кандидат на выборах в Европейский парламент 2019 года, журналист и автор китайского происхождения.

## Биография
Когда родился Ю Се, в Китае был голод. Он вырос во время культурной революции и поэтому не мог посещать школу, но вынужден был работать в деревне. С 1979 по 1983 год изучал немецкий и английский языки в университете Сунь Ятсена в Гуанчжоу. После получения степени бакалавра работал переводчиком в компании VW в Шанхае.
В 1988 году он отправился изучать немецкий язык и литературу, журналистику и европейскую этнологию в Университет Отто-Фридриха в Бамберге, Германия. В 1993 году он защитил диссертацию о политике Коммунистической партии Китая в области печати. С 1993 по 1996 год он изучал право в Университете Фридриха-Александра в Эрлангене-Нюрнберге.
К 1989 году Се был председателем Ассоциации китайских студентов и ученых в Германии e.V. В 1999 году он основал журнал на китайском языке «European Chinese News», который выходил до 2011 года. С 2006 года Ю Се был редактором христианского журнала «Overseas Campus». В 2010 году Ю Се был включен в список «100 лучших общественных интеллектуалов Китая» китайской газетой Southern Weekly. 20 апреля 2013 года члены Христианско-социального союза (ХСС) в Бамберге избрали Се членом окружного совета. Он получил 141 из 220 голосов, лучший результат среди всех членов правления графства. В 2014 году Се был избран в городской совет Бамберга с большинством голосов всех кандидатов ХСС.
Се является вице-президентом Ассоциации писателей на китайском языке в Европе и живет со своей женой Шэньхуа Се Чжан в Бамберге, где он управляет закусочной China Fan. Он гражданин Германии с 2010 года.
Жизнь Се описана в нескольких публикациях: газете Süddeutsche Zeitung (2001), газете Frankfurter Allgemeine Zeitung (2009), книге Бавария — земля в самом сердце Европы (2015), книге Бамберг — Портрет город (Gmeiner-Verlag, 2017), газета The Huffington Post (2018, на немецком языке)